# Pow R. Toc H.
„Pow R. Toc H.“ je skladba britské rockové skupiny Pink Floyd, která byla v srpnu 1967 vydána na jejich debutovém albu The Piper at the Gates of Dawn. Tato instrumentální skladba s vokálními efekty, na jejíž tvorbě se podíleli všichni tehdejší členové skupiny, je řazena do žánrů psychedelického, experimentálního, instrumentálního a space rocku.

## Kompozice
Jedná se o experimentální skladbu, v jejíž větší části je dominantním nástrojem klavír, kterému ve velké míře sekundují nejrůznější vokální efekty. Výraz „Toc H.“ označoval v kódu armádních signalistů zkratku „TH“, což bylo označení pro Talbot House, klub, kde důstojníci i mužstvo si byli rovni. Ten se později stal mezidenominační křesťanskou společenskou organizací.
Podle bubeníka Nicka Masona sledovali členové Pink Floyd ve vedlejším studiu skupinu The Beatles, která nahrávala píseň „Lovely Rita“ z alba Sgt. Pepper's Lonely Hearts Club Band. Právě ve skladbě „Pow R. Toc H.“, která byla nahrávána ve stejné době, jsou použity podobně znějící efekty a zvuky.

## Živé a alternativní verze
První doložený koncert, v jehož setlistu se nacházela „Pow R. Toc H.“, odehráli Pink Floyd 14. října 1966 ve londýnském kostele Všech svatých, jednalo se o benefiční koncert pro London Free School. Délka živého provedení přesahovala i 11 minut, neboť doprostřed skladby byla vložena dlouhá improvizovaná instrumentální pasáž. V roce 1969 byla píseň přejmenována na „The Pink Jungle“ a stala se součástí suity „The Journey“ z tematických koncertů The Man and the Journey. Zřejmě naposledy zazněla „Pow R. Toc H.“ na vystoupení 1. listopadu 1969 v Manchesteru.
Původní verze nahraná pro album The Piper at the Gates of Dawn má délku 4 minuty a 26 sekund. Nepočítaje zařazení tohoto alba do různých box setů, nebyla skladba „Pow R. Toc H.“ vydána na žádném kompilačním albu.

## Původní sestava
- Syd Barrett – kytara, vokály
- Rick Wright – elektronické varhany, piano
- Roger Waters – baskytara, vokály
- Nick Mason – bicí, perkuse